# Дебора Могак
Дебора Могак (на английски: Deborah Moggach) е английска сценаристка и писателка на произведения в жанра социална драма, трилър и исторически роман.

## Биография и творчество
Дебора Могак е родена на 28 юни 1948 г. в Мидълсекс, Англия. Тя е една от четирите дъщери на писателите Ричард и Шарлот Хоу. Израства в Буши, Хартфордшър, и в район Уестминстър в Лондон. Учи в девическото училище „Камдън“ и в Куин Колидж. През 1971 г. получава бакалавърска степен по английска филология от Бристолския университет и специализира педагогика. После работи в издателството на Оксфордския университет. В средата на 70-те е живяла две години в Пакистан и в САЩ. В Пакистан пише статии и първите си два романа.
Първият ѝ роман „Вие трябва да сте сестри“ е издаден през 1978 г. Базиран на бурните студентски дни на Могак в Бристол, той е история за секс, наркотици и неспокойна свобода, представена чрез живота на три сестри от семейство от средната класа, които растат и поемат по различни пътища.
Повечето от нейните романи са съвременни и се занимават със семейния живот, развода, децата и загубата на детството, объркването и разочарованията от връзките. Има и мрачни истории и трилъри като романа „Порки“ от 1983 г. – история за кръвосмешение близо до лондонското летище „Хийтроу“, романа „Откраднат“ от 1990 г., в който се противопоставят мюсюлманските и английските семейни ценности, или романа „Заместникът“ от 1991 г., трилър, чието действие се развива в Америка.
През 1999 г. е издаден историческият ѝ роман „Треска за лалета“. Неговото действие се развива през 1636 г. в Амстердам на Вермеер. Във времето на разразилата се треска за търговия с лалета се срещат художникът Ян ван Лоос и омъжената за калвинист и копнееща за различен живот София. Романът е история за предателство и изкупление, за любов и страст, за изкуството и копнежа по красотата. През 2017 г. е екранизиран в едноименния филм.
През 2004 г. е издаден хумористичният ѝ роман „Най-екзотичният хотел „Мариголд“ (оригинално заглавие „Тези глупави неща“), чиято история е за възрастни хора, които се местят в Индия, за да получат достъпна грижа за старините си. Индийският субконтинент често се появява в нейните творби. През 2011 г. романът е екранизиран в успешния едноименен филм с участието на Джуди Денч, Бил Наи, Маги Смит и Дев Пател.
Другият ѝ исторически роман „В мрака“ е от 2007 г., а действието му се развива в пансион по време на Първата световна война. Действието на романа ѝ „Нещо за скриване“ от 2015 г. се развива в Тексас, Лондон, Пекин и Западна Африка. Авторка е и на сборници с разкази.
Като сценарист прави адаптации за филми и сериали на известни произведения, сред които „Любов в студен климат“ на Нанси Митфорд, сериала „Дневникът на Ане Франк“, „Гордост и предразсъдъци“, който е участието на Кийра Найтли и е номиниран за награда БАФТА, и „Ококорени очи“ на Ан Файн, чийто сценарий печели награда на Гилдията на писателите.
Тя е сътрудник на Кралското литературно общество, член и бивш председател на Обществото на авторите, и бивш член на изпълнителния комитет на Британския ПЕН клуб. През 2005 г. е удостоена с отличието „доктор хонорис кауза“ от Бристолския университет. През 2018 г. получава отличието „офицер на Ордена на Британската империя“ за заслуги към литературата.
В издателството на Оксфордския университет среща и се омъжва за първия си съпруг, Тони Могак, с когото по-късно се развежда. В продължение на десет години неин партньор е карикатуристът Мел Калман, а след смъртта му през 1994 г. живее седем години с унгарския художник Чаба Пастор. През 2014 г. се омъжва за журналиста, редактор и издател на списание Марк Уилямс. Тя има двама сина, учител и журналист. Тя е силен привърженик на концепцията за асистираното самоубийство.
Дебора Могак живее със семейството си в Престийн и в Северен Лондон.

## Произведения

### Самостоятелни романи
- You Must Be Sisters (1978)[1][2][3][4]
- Close to Home (1979)
- The Quiet Drink (1980)
- Hot Water Man (1982)
- Porky (1983)
- To Have and to Hold (1986)
- Driving in the Dark (1988)
- Stolen (1990)
- The Stand-in (1991)
- Ex-wives (1993)
- Seesaw (1996)
- Close Relations (1997)
- Tulip Fever (1999)
Треска за лалета, изд.: „Сиела“, София (2017), прев. Ана Лулчева
- Final Demand (2001)
- These Foolish Things (2004)
Най-екзотичният хотел „Мариголд“, изд.: „Сиела“, София (2018), прев. Анелия Янева
- In the Dark (2007)
- Heartbreak Hotel (2013)
- Something to Hide (2015)
- The Carer (2019)
- The Black Dress (2021)

### Сборници
- Smile (1987)[1][3]
- Changing Babies (1995)
- Great Escapes (2008) – с други
- Because I'm a Girl (2010) – с други
- Fool for Love (2022)

### Екранизации
- 1983 Crown Court – тв сериал, 1 епизод
- 1986 To Have and to Hold – тв минисериал
- 1990 Stolen – тв сериал, 6 епизода, сценарий
- 1993 Goggle Eyes – тв минисериал, 3 епизода, сценарий[4]
- 1998 Seesaw – тв минисериал, 3 епизода, с Мъри Хед
- 1998 Close Relations – тв минисериал, 5 епизода
- 2001 Love in a Cold Climate – тв минисериал, 2 епизода, с Алън Бейтс, Розамунд Пайк и Антъни Андрюс, сценарий
- 2003 Final Demand – тв филм
- 2005 Гордост и предразсъдъци, Pride & Prejudice – с Кийра Найтли и Матю Макфадиен, сценарий[3]
- 2009 The Diary of Anne Frank – тв сериал, 5 епизода, с Ели Кендрик, Фелисити Джоунс и Иън Глен
- 2011 Най-екзотичният хотел „Мариголд“, The Best Exotic Marigold Hotel – по "These Foolish Things", с Джуди Денч, Бил Наи, Маги Смит и Дев Пател
- 2017 Треска за лалета, Tulip Fever – с Алисия Викандер